# Dvorec Impoljca (Impelhoff)
Dvorec Impoljca (nemško Impelhoff) je bil dvorec, ki je stal v vasi Dolnje Impolje v Občini Sevnica.
EŠD: nezaščiteno območje
Koordinati: 45°58'18,57" N 15°19'8,89" E

## Zgodovina
Zgrajen je bil v 16. stoletju. Danes o njem ni več sledu. V drugi polovici 17. stol. je bil zgrajen istoimenski dvorec Impoljca (nemško Neustein) v bližnjem naselju Arto v katerem je danes dom za ostarele občane.